# ريكاردو غوتيريز أباسكال
ريكاردو غوتيريز أباسكال (بالإسبانية: Ricardo Gutiérrez Abascal)‏ هو كاتب إسباني، ولد في 1883 في بلباو في إسبانيا، وتوفي في 1963.